# Tenemos que hablar (programa de televisión)
Tenemos que hablar fue un programa de televisión presentado por Ana García Lozano. Se emitió desde el 4 de marzo hasta el 14 de junio de 2013 de lunes a viernes de 18:30 a 19:30 en La Primera de Televisión Española.

## Historia
Tenemos que hablar se estrenó el lunes 4 de marzo de 2013 a las 18:30. El programa reemplazó a los primeros sesenta minutos del programa + Gente, que acortó su duración una hora debido a sus flojos datos de audiencia. Desde el 27 hasta el 31 de mayo del mismo año, Tenemos que hablar pasó a emitirse desde las 19:20 hasta las 20:20 horas debido a sus discretos datos de audiencia. Aun así, a la semana siguiente recuperó su horario anterior al empeorar sus registros de audiencia. Finalmente, a pesar de los esfuerzos de la cadena pública por revitalizar la tarde de La 1, el talk show de Ana García Lozano se despidió el 14 de junio de 2013 tras no haber enganchado a la audiencia.

## Formato
El programa es un talk show que aborda cuestiones y temas de actualidad contados en primera persona por los participantes. Cuenta con una serie de colaboradores para tratar algunos de los temas, de los cuales están presentes dos cada día, uno con un perfil más técnico y otro más psicológico:
- Ángela Borja, coach.
- Marc Vidal, emprendedor.
- Laura García Agustín, psicóloga.
- Javier Urra, temas de infancia y juventud.
- Ramón Sánchez-Ocaña, temas de salud.
- Rosetta Forner.

Al inicio de cada programa, tras una presentación en imágenes, se analiza con ellos el tema en profundidad. Además, durante el espacio, opinan y orientan a los invitados que lo requieran. Se trata de un programa de participación abierta, en el que se requiere la participación tanto del público del plató como los espectadores para elegir la noticia del día como para saber su opinión. Así, en el programa también tiene su hueco la experiencia de los usuarios, que pueden contar su propia historia, proponer temas y sugerir invitados afectados por los asuntos que se traten.

## Audiencias
| Temporada | Temporada | Episodios | Estreno            | Final               | Audiencia media | Audiencia media | Audiencia media |
| Temporada | Temporada | Episodios | Estreno            | Final               | Espectadores    | Cuota           |                 |
| --------- | --------- | --------- | ------------------ | ------------------- | --------------- | --------------- | --------------- |
|           | 1         | 72        | 4 de marzo de 2013 | 14 de junio de 2013 | 492 000         | 5,1%            |                 |

## Temporada 1: 2013
| Programación emitida (Evolución diaria) | Programación emitida (Evolución diaria)     | Programación emitida (Evolución diaria) | Programación emitida (Evolución diaria) | Programación emitida (Evolución diaria) |
| Capítulo                                | Título                                      | Fecha                                   | Espectadores                            | Share                                   |
| --------------------------------------- | ------------------------------------------- | --------------------------------------- | --------------------------------------- | --------------------------------------- |
| 01                                      | «Nunca es tarde si la dicha es buena»       | 4 de marzo de 2013                      | 580 000                                 | 4,8%                                    |
| 02                                      | «Creatividad en tiempos de crisis»          | 5 de marzo de 2013                      | 558 000                                 | 4,7%                                    |
| 03                                      | «Embarazos milagro»                         | 6 de marzo de 2013                      | 470 000                                 | 4,4%                                    |
| 04                                      | «La cirugía me cambió la vida»              | 7 de marzo de 2013                      | 524 000                                 | 4,8%                                    |
| 05                                      | «Falsos culpables»                          | 8 de marzo de 2013                      | 557 000                                 | 5,3%                                    |
| 06                                      | «Superar una tragedia»                      | 11 de marzo de 2013                     | 549 000                                 | 5,0%                                    |
| 07                                      | «Gemelos»                                   | 12 de marzo de 2013                     | 517 000                                 | 4,5%                                    |
| 08                                      | «Violencia en las aulas»                    | 13 de marzo de 2013                     | 545 000                                 | 4,7%                                    |
| 09                                      | «Fenómeno fan»                              | 14 de marzo de 2013                     | 528 000                                 | 4,8%                                    |
| 10                                      | «Héroes»                                    | 15 de marzo de 2013                     | 482 000                                 | 4,7%                                    |
| 11                                      | «Errores médicos»                           | 18 de marzo de 2013                     | 514 000                                 | 4,8%                                    |
| 12                                      | «Padres»                                    | 19 de marzo de 2013                     | 663 000                                 | 5,9%                                    |
| 13                                      | «Desaparecidos»                             | 20 de marzo de 2013                     | 555 000                                 | 5,8%                                    |
| 14                                      | «Síndrome de down»                          | 21 de marzo de 2013                     | 583 000                                 | 6,1%                                    |
| 15                                      | «Cuestión de peso»                          | 22 de marzo de 2013                     | 521 000                                 | 5,0%                                    |
| 16                                      | «Acoso laboral»                             | 25 de marzo de 2013                     | 609 000                                 | 5,4%                                    |
| 17                                      | «Superdotados»                              | 26 de marzo de 2013                     | 639 000                                 | 5,9%                                    |
| 18                                      | «Niños robados»                             | 27 de marzo de 2013                     | 570 000                                 | 5,6%                                    |
| 19                                      | «Viajes para olvidar»                       | 28 de marzo de 2013                     | 453 000                                 | 4,4%                                    |
| 20                                      | «Con la muerte en los talones»              | 1 de abril de 2013                      | 496 000                                 | 4,4%                                    |
| 21                                      | «Anorexia: jugarse el tipo»                 | 2 de abril de 2013                      | 482 000                                 | 4,9%                                    |
| 22                                      | «Me confunden con un famoso»                | 3 de abril de 2013                      | 589 000                                 | 5,5%                                    |
| 23                                      | «Violencia de género»                       | 4 de abril de 2013                      | 646 000                                 | 6,1%                                    |
| 24                                      | «Ovejas negras»                             | 5 de abril de 2013                      | 658 000                                 | 5,9%                                    |
| 25                                      | «Vecinos»                                   | 8 de abril de 2013                      | 536 000                                 | 5,3%                                    |
| 26                                      | «Transexuales»                              | 9 de abril de 2013                      | 580 000                                 | 5,7%                                    |
| 27                                      | «¿Ínfieles por naturaleza?»                 | 10 de abril de 2013                     | 529 000                                 | 5,4%                                    |
| 28                                      | «Adictos al juego»                          | 11 de abril de 2013                     | 533 000                                 | 5,6%                                    |
| 29                                      | «Mamá, quiero ser artista»                  | 12 de abril de 2013                     | 512 000                                 | 5,3%                                    |
| 30                                      | «Mi pareja se llevó a mi hijo»              | 15 de abril de 2013                     | 523 000                                 | 5,5%                                    |
| 31                                      | «Enfermedades mentales»                     | 16 de abril de 2013                     | 456 000                                 | 4,9%                                    |
| 32                                      | «Historias del taxi»                        | 17 de abril de 2013                     | 362 000                                 | 4,1%                                    |
| 33                                      | «Abogados del diablo»                       | 18 de abril de 2013                     | 512 000                                 | 5,4%                                    |
| 34                                      | «Hijos conflictivos»                        | 19 de abril de 2013                     | 491 000                                 | 5,1%                                    |
| 35                                      | «No me rindo»                               | 22 de abril de 2013                     | 423 000                                 | 4,3%                                    |
| 36                                      | «Madres adolescentes»                       | 23 de abril de 2013                     | 563 000                                 | 6,1%                                    |
| 37                                      | «Todo a cambio de nada»                     | 24 de abril de 2013                     | 446 000                                 | 4,8%                                    |
| 38                                      | «Matrimonios fugaces»                       | 25 de abril de 2013                     | 494 000                                 | 4,9%                                    |
| 39                                      | «Cómo hemos cambiado»                       | 26 de abril de 2013                     | 582 000                                 | 5,5%                                    |
| 40                                      | «¿La edad importa en el amor?»              | 29 de abril de 2013                     | 564 000                                 | 5,0%                                    |
| 41                                      | «Herencias»                                 | 30 de abril de 2013                     | 561 000                                 | 5,4%                                    |
| 42                                      | «Amor en la red»                            | 2 de mayo de 2013                       | 460 000                                 | 4,8%                                    |
| 43                                      | «Madres»                                    | 3 de mayo de 2013                       | 490 000                                 | 5,4%                                    |
| 44                                      | «Trasplantes»                               | 6 de mayo de 2013                       | 450 000                                 | 4,6%                                    |
| 45                                      | «Culto al cuerpo»                           | 7 de mayo de 2013                       | 448 000                                 | 4,7%                                    |
| 46                                      | «Amor en el trabajo»                        | 8 de mayo de 2013                       | 413 000                                 | 4,4%                                    |
| 47                                      | «Venganza»                                  | 9 de mayo de 2013                       | 444 000                                 | 4,6%                                    |
| 48                                      | «Locos por Eurovisión»                      | 10 de mayo de 2013                      | 436 000                                 | 4,5%                                    |
| 49                                      | «Captados por una secta»                    | 13 de mayo de 2013                      | 587 000                                 | 6,5%                                    |
| 50                                      | «Niños enfermos»                            | 14 de mayo de 2013                      | 537 000                                 | 5,3%                                    |
| 51                                      | «Compromiso no, gracias»                    | 15 de mayo de 2013                      | 613 000                                 | 5,8%                                    |
| 52                                      | «Mi padre no es mi padre»                   | 16 de mayo de 2013                      | 506 000                                 | 5,0%                                    |
| 53                                      | «Yo estuve en Eurovisión»                   | 17 de mayo de 2013                      | 555 000                                 | 4,9%                                    |
| 54                                      | «Hermanos enfrentados»                      | 20 de mayo de 2013                      | 567 000                                 | 5,6%                                    |
| 55                                      | «Mi mujer es mi jefa»                       | 21 de mayo de 2013                      | 416 000                                 | 4,3%                                    |
| 56                                      | «Yo fui a un curandero»                     | 22 de mayo de 2013                      | 449 000                                 | 4,9%                                    |
| 57                                      | «Hermanos enfrentados»                      | 23 de mayo de 2013                      | 457 000                                 | 5,2%                                    |
| 58                                      | «Sin techo»                                 | 27 de mayo de 2013                      | 377 000                                 | 3,7%                                    |
| 59                                      | «Superar un cáncer de mama»                 | 28 de mayo de 2013                      | 269 000                                 | 2,6%                                    |
| 60                                      | «Ovnis»                                     | 29 de mayo de 2013                      | 359 000                                 | 3,7%                                    |
| 61                                      | «Alcoholismo juvenil»                       | 30 de mayo de 2013                      | 295 000                                 | 3,1%                                    |
| 62                                      | «Casas encantadas»                          | 31 de mayo de 2013                      | 323 000                                 | 3,8%                                    |
| 63                                      | «Padres e hijos, ¿una relación imposible?»  | 3 de junio de 2013                      | 391 000                                 | 4,4%                                    |
| 64                                      | «Estafados»                                 | 4 de junio de 2013                      | 374 000                                 | 4,2%                                    |
| 65                                      | «La fidelidad, ¿está sobrevalorada?»        | 5 de junio de 2013                      | 386 000                                 | 4,4%                                    |
| 66                                      | «¿Los videntes ven?»                        | 6 de junio de 2013                      | 478 000                                 | 5,0%                                    |
| 67                                      | «Esclavos de la imagen»                     | 7 de junio de 2013                      | 464 000                                 | 4,9%                                    |
| 68                                      | «¿Es posible la vida después de la cárcel?» | 10 de junio de 2013                     | 444 000                                 | 4,8%                                    |
| 69                                      | «Amor en tiempos de crisis»                 | 11 de junio de 2013                     | 460 000                                 | 5,2%                                    |
| 70                                      | «¿Somos machistas?»                         | 12 de junio de 2013                     | 383 000                                 | 4,2%                                    |
| 71                                      | «¿Abusamos de los abuelos?»                 | 13 de junio de 2013                     | 391 000                                 | 4,5%                                    |
| 72                                      | «¿Tienen los famosos vida privada?»         | 14 de junio de 2013                     | 281 000                                 | 3,3%                                    |